# Diocesi dell'Artsakh

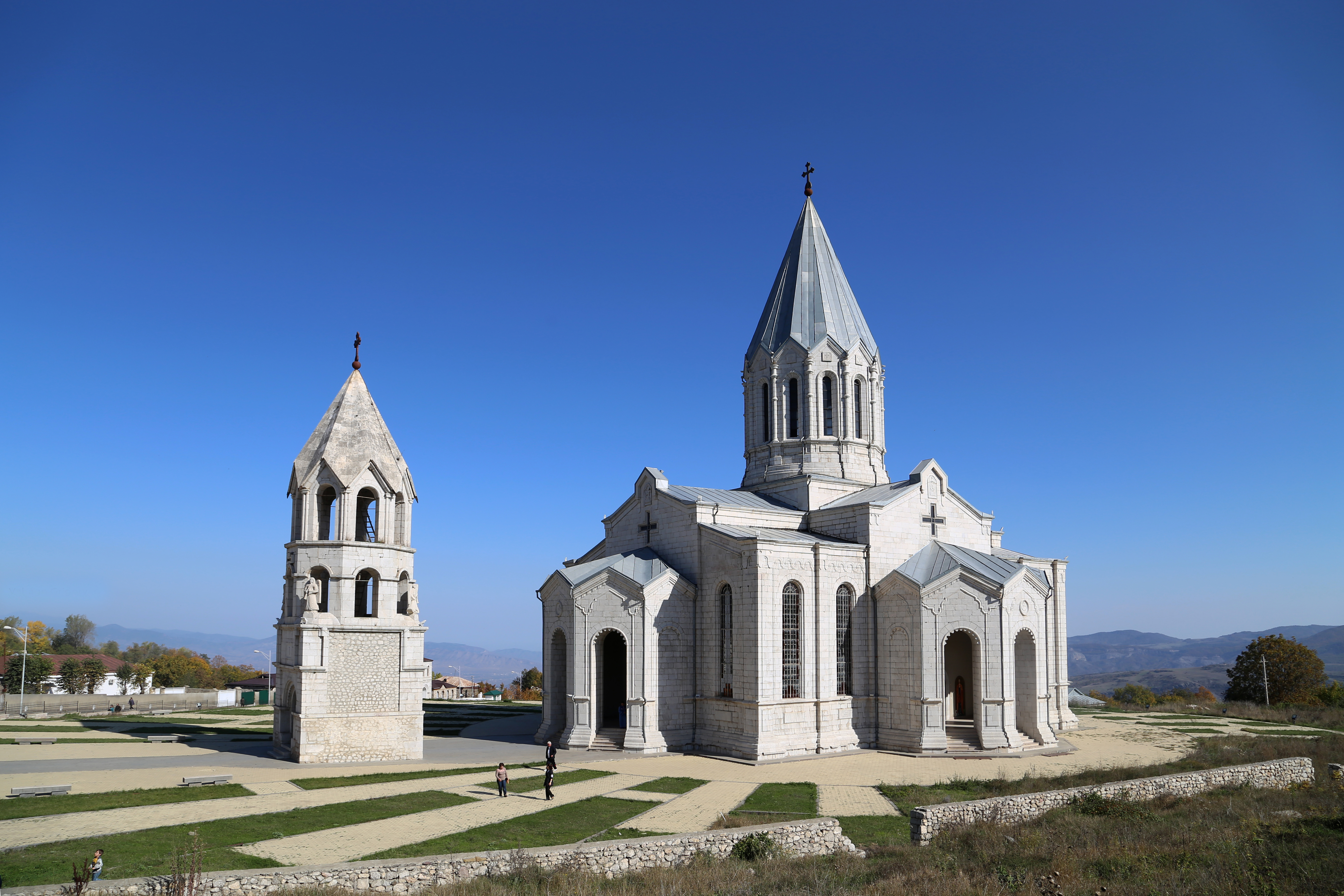

La diocesi di Artsakh è la sede della Chiesa apostolica armena nella ex repubblica de facto dell'Artsakh ed è una delle sue più grandi diocesi.

## Territorio
La diocesi comprende la regione del Nagorno Karabakh, oggi controllata dall'Azerbaigian e dal 1992 al 2024 dalla repubblica de facto dell'Artsakh, e interessava la quasi totalità della popolazione che ammontava, prima dell'offensiva azera del 2023, a circa 150.000 abitanti.

## Sede
La sede della diocesi è presso il monastero di Gandzasar attualmente retta dall'arcivescovo Pargev Martirosyan ma opera principalmente da uffici nella città di Shushi. Ha sotto la sua supervisione più di 30 chiese e monasteri nella Repubblica del Nagorno Karabakh (Artsakh).

## Storia
Il Movimento di Liberazione del Karabakh, iniziato nel 1988, tre anni prima della dissoluzione ufficiale dell'Unione Sovietica, aveva come uno dei suoi obiettivi il raggiungimento della libertà religiosa, il risveglio della vita cristiana e la ri-consacrazione delle antiche chiese e monasteri armeni nel Nagorno Karabakh. Nel 1989, sotto la pressione del Nagorno Karabakh, dell'Armenia e della diaspora armena, le autorità sovietiche a Mosca decisero di rendere disponibili i monasteri di Gandzasar e Amaras per la pratica religiosa. La Chiesa apostolica armena, ricevuta l'opportunità di far rivivere la sua diocesi di Artsakh, inviò sacerdoti nel Nagorno Karabakh allora oblast sotto controllo della RSS Azera.
Nel 1991, la Diocesi di Artsakh stabilì a Yerevan un centro teologico "Gandzasar" dedicato allo sviluppo del pensiero religioso e all'educazione del pubblico.
A partire dal 1997, la Diocesi di Artsakh ha supervisionato l'insegnamento dei corsi "Parola del Signore" e "Storia della religione" nelle scuole secondarie della Repubblica del Nagorno-Karabakh.

## Principali edifici di culto
- cattedrale del Santo Salvatore Ghazanchetsots (1868-1888)
- Monastero di Amaras (IV secolo)
- Monastero di Tzitzernavank (IV-VI secolo)
- Monastero di Dadivank (1214-1237)
- Gtichavank (1241-1246)
- Chiesa della Santa Madre di Dio Kanach Zham(1848-1850)